# Colțu Pietrii
Colțu Pietrii – wieś w Rumunii, w okręgu Buzău, w gminie Siriu. W 2011 roku wieś liczyła 778 mieszkańców.